# Bruna Bertolini
Bruna Bertolini (Trivolzio, 16 gennaio 1909 – ...) è stata una cestista, pesista e discobola italiana.

## Carriera

### Pallacanestro
Ha disputato l'Europeo del 1938, vincendo la medaglia d'oro con la nazionale italiana.

### Atletica leggera
Per molti anni, praticò anche l'atletica, e in particolare il getto del peso e il lancio del disco. Conquistò la sua prima vittoria il 19 giugno 1930 a Napoli, quando contribuì alla vittoria delle atlete italiane sulle belghe vincendo nel getto del peso e arrivando seconda nel lancio del disco, dietro Vivenza. Il 24 giugno a Firenze ottenne dei risultati identici, peggiorando però nei numeri (da 10,06 a 9,66 nel peso, da 29,33 a 28,98 nel disco).
Il suo record fu migliorato invece il 15 luglio 1933 a Torino: 10,91 nel peso e 30,39 nel disco (sempre seconda, questa volta dietro la Borsani). In gara ancora l'8 ottobre ad Udine, giunse prima nel peso e terza nel disco, con risultati leggermente inferiori (10,84 e 29,28). Il 19 agosto 1934 ad Orléans, fu seconda nel peso, quarta nel disco e seconda nel giavellotto. Il 23 settembre a Vienna, ripeté gli stessi risultati, arrivando però quarta nel giavellotto. Tre giorni dopo, a Budapest, vinse nel peso e fu terza nelle altre due specialità.
Vinse ancora a Piacenza il 16 giugno 1935, con 11,45; giunse anche terza nel peso e seconda nel giavellotto. Il 7 giugno 1936, sempre in Emilia, prese solo un bronzo nel peso.

## Statistiche

### Cronologia presenze e punti in Nazionale
| Cronologia completa delle presenze e dei punti in Nazionale - Italia | Cronologia completa delle presenze e dei punti in Nazionale - Italia | Cronologia completa delle presenze e dei punti in Nazionale - Italia | Cronologia completa delle presenze e dei punti in Nazionale - Italia | Cronologia completa delle presenze e dei punti in Nazionale - Italia | Cronologia completa delle presenze e dei punti in Nazionale - Italia | Cronologia completa delle presenze e dei punti in Nazionale - Italia | Cronologia completa delle presenze e dei punti in Nazionale - Italia |
| Data                                                                 | Città                                                                | In casa                                                              | Risultato                                                            | Ospiti                                                               | Competizione                                                         | Punti                                                                | Note                                                                 |
| -------------------------------------------------------------------- | -------------------------------------------------------------------- | -------------------------------------------------------------------- | -------------------------------------------------------------------- | -------------------------------------------------------------------- | -------------------------------------------------------------------- | -------------------------------------------------------------------- | -------------------------------------------------------------------- |
| 12/10/1938                                                           | Roma                                                                 | Italia                                                               | 21 - 23                                                              | Lituania                                                             | EuroBasket 1938 - Girone unico                                       | 4                                                                    | [ 3 ]                                                                |
| 13/10/1938                                                           | Roma                                                                 | Italia                                                               | 27 - 19                                                              | Polonia                                                              | EuroBasket 1938 - Girone unico                                       | 1                                                                    | [ 4 ]                                                                |
| 15/10/1938                                                           | Roma                                                                 | Italia                                                               | 59 - 8                                                               | Svizzera                                                             | EuroBasket 1938 - Girone unico                                       | 8                                                                    | [ 4 ]                                                                |
| 16/10/1938                                                           | Roma                                                                 | Italia                                                               | 34 - 18                                                              | Francia                                                              | EuroBasket 1938 - Girone unico                                       | 1                                                                    | [ 4 ]                                                                |
| Totale                                                               |                                                                      | Presenze                                                             | 4                                                                    |                                                                      | Punti                                                                | 14                                                                   |                                                                      |

## Palmarès
- Campionato europeo: 1
Nazionale italiana: Italia 1938
- Campionato italiano: 4
Gioiosa Milano: 1932; Canottieri Milano: 1934; Ambrosiana Milano: 1936, 1938-'39